# 42.195km (コブクロの曲)
「42.195km」（よんじゅーにーてんいちきゅうごキロ）は、コブクロの2作目の配信限定シングル。2014年10月15日にワーナーミュージック・ジャパンから発売された。

## 解説
大阪マラソン公式テーマソングとして、書き下ろされた楽曲。歌詞がコブクロとしては初めて関西弁となっている。大阪城や南港大橋など、大阪マラソンのコースのゆかりの場所が登場してくる。また、コブクロが2014年9月から行っていた3ヵ月連続新曲発表の第2弾楽曲である。10月1日からは10日間限定で大阪マラソンの公式サイトにてフリーダウンロードが行われた。

## 収録曲
作詞・作曲：小渕健太郎　編曲：コブクロ
1. 42.195km（3:38）
大阪マラソン2014公式テーマソング

## 収録アルバム
- TIMELESS WORLD
- ALL TIME BEST 1998-2018
- THIS IS MY HOMETOWN